# インディペンデント・レコード協会
特定非営利活動法人インディペンデント・レコード協会（Independent Records and Musicians Association）は、いわゆるインディーズ・レーベルの業界団体として活動する特定非営利活動法人（NPO法人）。本部事務局は東京都目黒区に所在。
2002年11月に東京都より設立認証を受ける。
インディーズ業界の発展のため、二次使用料、私的録音録画補償金の分配を行ったり、著作権・著作隣接権の普及・啓蒙活動を非営利で行っている。